# Imanuelle Grives
Imanuelle Jacqueline Ruth Grives (uitspr.: /imanyˈɛlə ˈχrivəs/; Rotterdam, 1 april 1985) is een Nederlandse actrice van Surinaamse afkomst.

## Biografie
Ze groeide op in Rotterdam, maar na de echtscheiding van haar ouders vertrok ze met haar moeder naar Suriname en begon aan haar middelbareschoolopleiding aan het Vrije Atheneum. Na twee jaar verhuisden ze terug naar Rotterdam. Deels omdat haar moeder maatschappelijk werker was ging zij Maatschappelijk Werk en Dienstverlening (MW&D) studeren. Ze merkte dat veel ging over geld en bezuinigen, en naar haar mening niet zozeer over de mensen. Tijdens de opleiding MW&D werkte ze als trainingsactrice. Ze besloot dat ze meer wilde acteren.

### Theater
In 2005/2006 nam Grives een jaar pauze van haar opleiding MW&D en kwam zij in dienst bij theatergroep "Young Stage". Hier kon ze een jaar lang betaald spelen en haar talenten ontwikkelen, zoals presenteren en het geven van workshops. Vanaf dit moment heeft zij bij meerdere professionele groepen gespeeld, zoals "ALBA theaterhuis" en theatergroep "Siberia". In 2008 won ze met "ALBA" op de Nederlandse Theater4daagse de prijs voor "nieuwsgierigmakend talent" en de "Arend Hauer Theaterprijs". In 2012/2013 volgde ze intensieve acteerlessen bij Kemna Training.
In 2015 werd de toneelklassieker "Martin" voor het eerst in de Nederlandse theatergeschiedenis uitgevoerd door een geheel Surinaamse/Antilliaanse cast.. Grives speelde Marian. Haar tegenspelers waren onder meer Kenneth Herdigein, Rogier Komproe en Sergio Hasselbaink.
In 2024 speelt ze in de toneelvoorstelling Mensen zoals jij onder regie van Floris van Delft, die dit (deels) autobiografische werk schreef aan de hand van zijn eigen familie. Het gaat over thema's als taboes en het doorgeven van elkaars lasten binnen de familie.

### Film en televisie
In 2009 speelde Grives in de film Carmen van het Noorden, naast Tygo Gernandt, de rol van extravagante prostituée. In 2011 was ze te zien als Chanel in de VPRO-kinderserie Dr. Cheezy, als Molly in Mixed Up (NCRV) en als volksvrouw in Mijn avonturen door V. Swchwrm (Flinck Film).
Grives speelde in 2012 samen met onder meer Jeroen Krabbé, Annet Malherbe en Géza Weisz in de film Alleen maar nette mensen, gebaseerd op het gelijknamige boek van Robert Vuijsje. Ze vertolkte de rol van de "donkere schone" Rowanda, op wie hoofdpersoon David verliefd wordt. Om de rol te kunnen vertolken, kwam Grives vijftien kilo aan. Grives en Vuijsje kwamen met elkaar in contact over deze rol en bleven nadien bevriend. In 2024 stelde ze dat haar rol haar toentertijd goed paste, maar dat ze er in 2024 niet meer voor zou kiezen.
Daarnaast vertolkte Grives in 2012 een gastrol in de politieserie Flikken Maastricht. Vervolgens kreeg ze grote rollen in Celblok H (2014-2017) en Vechtershart (2015-2017).
In 2017 deed zij mee aan Wie is de Mol? en in 2019 was ze een van de deelnemers aan het SBS6-programma It Takes 2. Grives nam eveneens deel aan het in 2021 uitgezonden realityprogramma Special Forces VIPS.

### Veroordeling voor drugshandel (2019)
Tijdens het festival Tomorrowland in Boom (België) werd Grives op 21 juli 2019 aangehouden door de Belgische politie. Ze bleek 1 gram cannabis, 5 2C-B-pillen, 30 MDMA-pillen, 2 gram ketamine en 10 gram cocaïne bij zich te hebben. Ook op de Airbnb-locatie waar de actrice verbleef, werden drugs aangetroffen. Zij zou zich met haar actie hebben voorbereid op een rol in een drugsfilm. In 2024 zei ze dat dat het eind was van een periode waarin het niet goed met haar ging: "Ik sliep niet, ik was emotioneel gewoon niet goed. Ik had paniekaanvallen." De rol in de film Suriname werd vanwege de arrestatie overgenomen door Fajah Lourens. Haar voorarrest werd op vrijdag 26 juli met een maand verlengd tot 26 augustus 2019. Op 12 september kwam ze op borgtocht vrij. In totaal had ze 52 dagen in de gevangenis gezeten. In de maanden voor het festival had ze een aantal keer een paniekaanval gehad. De kwestie heeft gevolgen voor haar loopbaan gehad. Zo werd zij tijdelijk uit de serie SpangaS geschreven en raakte zij haar titel "ambassadeur voor het Jeugdfonds Sport & Cultuur" kwijt. Kort daarna werd ook haar rol als "ambassadrice van het KNCV Tuberculosefonds" door het fonds ingetrokken. Op 8 november 2019 werd ze door de Belgische justitie schuldig bevonden en kreeg ze een gevangenisstraf van twee jaar waarvan één jaar voorwaardelijk. Daarbovenop kreeg ze een geldboete van 8000 euro waarvan 6000 euro met uitstel. Ze kreeg een proeftijd van vijf jaar. De straf kwam overeen met de eis.
Op 19 februari 2020 vertelde Grives over de aanhouding en veroordeling bij het tv-praatprogramma Jinek. Op 21 februari herhaalde ze haar excuses op Instagram.

### Boek
Samen met journalist Anton Slotboom schreef Grives het boek Imanuelle - Mijn vechtershart over de aanhouding en alles dat daartoe geleid had, de periode in de gevangenis en de tijd kort daarna. Het boek verscheen in december 2020 bij Uitgeverij Prometheus. Ook haar familiegeschiedenis kwam erin ter sprake.